# 펠릭스 블로흐
펠릭스 블로흐(독일어: Felix Bloch, 1905년 10월 23일 ~ 1983년 11월 10일)는 스위스 물리학자로, 주로 미국에서 일했다.

## 생애와 업적
블로흐는 스위스 취리히의 유대인 가정에서 태어났다. 그는 취리히에서 취리히 연방 공과대학교에서 교육을 받았다.
처음엔 공학을 공부하였으나, 분야를 물리학으로 바꾸었다. 이 시기에, 그는 ETH에서 피터 디바이와 헤르만 바일, 인근의 취리히 대학교에서 슈뢰딩거의 강의와 세미나를 들었다.
존 폰 노이만이 세미나를 들던 동료였다. 1927년에 졸업한 후에, 그는 라이프치히 대학교에서 하이젠베르크와 계속 연구를 하였고, 1928년에 박사학위를 받았다. 그의 박사 학위 논문은 전자들을 기술하는 블로흐 파를 이용하여 고체에서의 양자 이론을 설립하였다.
그는 유럽에서 연구를 계속하였다. 라이프치히에 돌아가기전에, 그는 취리히에서 파울리와, 코펜하겐에서 보어와, 그리고 로마에서 페르미와 연구를 계속하였다.
1933년 아돌프 히틀러가 세력을 얻자, 독일을 떠나, 1934년 미국으로 이민하여 스탠퍼드 대학교에 근무하였다.
1938년 가을, 블로흐는 캘리포니아 대학교 버클리의 37인치 사이클로트론에서 일하며, 중성자의 자기 모멘트들 결정하였다.
블로흐는 스탠퍼드 대학에서 최초의 이론 물리학 교수가 되었다.
1939년 그는 미국에 귀화하여 미국인이 되었다. 제 2차 세계대전동안에 그는 하버드 대학교에서 레이다 프로젝트에 참여를 사임하고, 로스앨러모스 연구소에서 원자력에 관한 연구를 하였다.
전후, 그는 MRI
의 기본 원리인 핵자기 공명에 관한 연구과 원자력 산업에 관한 연구에 집중하였다.
1946년 그는 핵 자화의 시간에 따른 변화를 설명하는 블로흐 방정식을 제안 하였다. 그와 퍼셀은 1952년 "정밀한 핵 자화 측정을 위한 새로운 방법을 개발한 공로로" 노벨 물리학상을 수상하였다.

1954-1955년 그는 일 년 동안 CERN의 초대 Direct-General 직을 맡았으며, 1961년, 그는 스탠퍼드 대학교의 막스 스타인 교수가 되었다.

## 같이 보기
- 블로흐 정리
- 블로흐 구면
- 블로흐 상수